# Ion Chirtoacă
Ion Chirtoacă (n. 23 august 1995, Delacău, Anenii Noi, Republica Moldova) este un stand-up comedian moldovean, cunoscut pentru stilul său de umor negru și abordările provocatoare.

## Biografie
Ion Chirtoacă s-a născut la 23 august 1995, în satul Delacău, raionul Anenii Noi,Republica Moldova.
A absolvit școala medie din Delacău, Anenii Noi în anul 2011. Între 2014 și 2024 a urmat studiile de masterat în Tehnologii Informaționale la Universitatea de Stat din Moldova .   În paralel, Ion Chirtoacă și-a construit o carieră în domeniul stand-up-ului, devenind remarcat pentru stilul său direct, satiric și adesea controversat.
Spectacolele sale abordează teme sociale, politice și culturale, fiind caracterizate printr-o combinație de ironie, sarcasm și umor negru.

Ion Chirtoacă a susținut spectacole atât în Republica Moldova, cât și în străinătate, participând la festivaluri și evenimente de comedie.
1. ↑  „Tragedia din spatele umorului. Ion Chirtoacă: „Geamurile erau sparte, iar hainele mamei ardeau de la benzină"”. ea.md. 9 octombrie 2024. Accesat în 30 martie 2025.
2. ↑  „(video) „Geamurile erau sparte, iar hainele mamei ardeau de la benzină". Stand-upperul Ion Chirtoacă despre tragedia din spatele umorului: L-am găsit pe tata spânzurat de scară”. UNIMEDIA. 8 octombrie 2024. Accesat în 30 martie 2025.
3. ↑  „(video) „Maia Sandu a organizat o conferință de presă, iar SIS-ul mă căuta": Cum stand-upperul Ion Chirtoacă a spart site-ul Partidului Comunist și a scurs examenele de bacalaureat”. UNIMEDIA. 5 octombrie 2024. Accesat în 30 martie 2025.